# Bernhard van der Vlies
Bernhard van der Vlies, in Russland Boris Wassiljewitsch van der Vlies, (russisch Борис Васильевич Фон-дер-Флис; * 4. April 1762 in Nieuwpoort; † 16. Märzjul. / 28. März 1846greg. in Odessa) war ein niederländisch-russischer Wasserbauingenieur.

## Leben
In Nieuwpoort hatte van der Vlies eine Ingenieur-Ausbildung erhalten. 1792 kam er mit einer Gruppe von Ingenieuren nach Russland, die für den Bau von Festungen und Häfen angeworben worden waren. Bald war van der Vlies am Bau des Hafens von Odessa beteiligt.
Aus Odessa wurde van der Vlies 1796 nach Kinburn abkommandiert, um Teile der Festung instand zu setzen und einen Kai anzulegen. 1800 baute er Schleusen an den Dnepr-Stromschnellen und für den Nenassytez-Kanal nahe Sinelnikowo nach einem Projekt François Sainte de Wollants.
Ab 1802 projektierte und baue van der Vlies in Tula die neue Tulaer Waffenfabrik. Ab 1806 baute er Brücken über die Upa und weitere Wasserbauwerke dort. 1814 wechselte er auf die Krim und erstellte in Sewastopol und Cherson Projekte für Wasserbauwerke an der Küste.
Es folgte 1819 die Ernennung zum Wasserbauingenieur der Schwarzmeer-Häfen im Marine-Amt in Nikolajew. Noch im selben Jahr projektierte er auf Anweisung des Oberbefehlshabers der Schwarzmeerflotte Alexis Greigh eine Wasserleitung mit natürlichem Gefälle zur Versorgung der Admiralität. In Nikolajew legte er schöne Straßen und Uferstraßen an, die begrünt und beleuchtet wurden. Auf Tendra erbaute er einen Leuchtturm.
Im Mai 1821 legte van der Vlies der Schwarzmeer-Exekutiv-Expedition seinen Bericht über ein von ihm zu leitenden Bau eines Marine-Observatoriums vor. Der Bau sollte 1824 erfolgen, aber die Arbeiten zogen sich bis 1825 hin. Im Juli 1826 wurde das Hauptgebäude durch ein starkes Unwetter schwer beschädigt. 1828 entließ Greigh wegen des langen Bauverlaufs und des Kostenanstiegs van der Vlies und beauftragte den Architekten Ludwig Opacki, der im Juni 1829 den Bau fertigstellte.
Van der Vlies arbeitete ab 1828 wieder in Odessa. Nach einem eigenen Projekt legte er 1829–1832 eine städtische Uferstraße an und verbreiterte die Molen, die bis 1850 den Hafen bildeten. 1840 projektierte er eine Werft.
Van der Vlies war verheiratet und hatte drei Kinder Bernhard (?–1850), Olga (1821–1881) und Anna (1824–1889).

## Ehrungen, Preise
- Orden des Heiligen Wladimir IV. Klasse